# أسا برينارد
أسا برينارد (بالإنجليزية: Asa Brainard) هو لاعب كرة قاعدة أمريكي، ولد في 1841 في ألباني في الولايات المتحدة، وتوفي في 29 ديسمبر 1888 في دنفر في الولايات المتحدة بسبب ذات الرئة.

## وصلات خارجية
- أسا برينارد على موقعبيزبول رفرنس.كوم (الدوري الرئيسي) (الإنجليزية)